# Ekonomska fakulteta v Ljubljani
Ekonomska fakulteta (kratica UL EF, angleško The School of Economics and Business, UL SEB) je redna članica Univerze v Ljubljani. Ustanovljena je bila leta 1946 kot Gospodarska fakulteta v Ljubljani, leta 1957 pa je bila preimenovana v Ekonomsko fakulteto.
Ekonomska fakulteta Univerze v Ljubljani je edina šola v širši regiji, ki je okronana s trojno akreditacijo, saj je pridobila vse tri mednarodno priznane akreditacije EQUIS, AACSB in AMBA. Ta dosežek fakulteto uvršča med 1% najboljših poslovno-ekonomskih šol na svetu.

## Mednarodne akreditacije in lestvice
Ekonomska fakulteta je ena izmed 95 najboljših evropskih poslovnih šol na lestvici European Business School Rankings 2023 revije Financial Times. V letu 2023 jo je Financial Times uvrstil pet mest višje kot v letu 2022, v zadnjih dveh letih pa je Ekonomska fakulteta svoj položaj na lestvici izboljšala za 20 mest.
Dva izmed študijskih programov se uvrščata med najboljše poslovne programe v Evropi: program International Master in Business and Organisation (IMB), ki se vseskozi uvršča med najboljše programe za magisterij v poslovodenju na svetu, in program Ljubljana MBA na področju »Executive MBA«.
Na mednarodni lestvici Eduniversal Ranking za leto 2022 za področje Vzhodne Evrope, je devet magistrskih programov doseglo najvišje uvrstitve v svojih kategorijah:
- Poslovna informatika, prvo mesto v kategoriji Information Systems Management,
- Računovodstvo in revizija, drugo mesto v kategoriji Accounting,
- Bančni in finančni management, drugo mesto v kategoriji Corporate Finance,
- Ekonomika javnega sektorja in okolja, drugo mesto v kategoriji Public Administration /Management,
- Trženje, tretje mesto v kategoriji Marketing,
- Management, tretje mesto v kategoriji General Management,
- MBA Ljubljana, tretje mesto v kategoriji Executive MBA,
- Mednarodno poslovanje, peto mesto v kategoriji International Management,
- ter Ekonomija, peto mesto v kategoriji Economics.

Na lestvici Eduniversal 2022 Global so uvrščeni tudi drugi programi, kot so Management v športu, Turizem, Kvantitativne finance in aktuarstvo, Turistični management, Denar in finance, Management in ekonomika v zdravstvenem varstvu, Oskrbovalne verige in logistika, ter Podjetništvo.
Na Eduniversal World Convention 2023 je bila Ekonomska fakulteta Univerze v Ljubljani razglašena za tretjo najboljšo šolo v Vzhodni Evropi.
EF programi s področja turizma imajo ugledno mednarodno akreditacijo Svetovne turistične organizacije UNWTO.TedQual.

## Študijski programi
Ekonomska fakulteta ponuja študijske programe na vseh treh stopnjah: dodiplomski, magistrski, in doktorski, v skladu s strukturo 3+2+4. Programi na dodiplomski in magistrski stopnji so na voljo tako v slovenskem kot tudi v angleškem jeziku. 

##### Dodiplomski študijski programi
Na dodiplomskem študiju bolonjskega študijskega programa +3, študentje lahko izbirajo med 12 usmeritvami na univerzitetnem programu Univerzitetna poslovna in ekonomska šola (UPEŠ) ter 8 usmeritvami na visokošolskem strokovnem programu Visoka poslovna šola (VPŠ). Na dodiplomskem programu UL EF izvaja tudi dva programa dvojnih diplom (Double Degree Programme).

###### Redni študij
Univerzitetna poslovna šola
- Denar in finance
- Poslovna ekonomija
- Mednarodna ekonomija
- Bančni in finančni management
- Management
- Mednarodno poslovanje
- Podjetništvo
- Oskrbovalne verige in logistika
- Poslovna informatika
- Računovodstvo in revizija
- Trženje
- Turizem

Usmeritve v angleškem jeziku
- International Business
- Marketing
- Tourism

Visoka poslovna šola
- Bančni in finančni management
- Management
- Podjetništvo
- Poslovna ekonomija
- Poslovna informatika
- Oskrbovalne verige in logistika
- Računovodstvo
- Trženje

###### Izredni študij
- Management

##### Magistrski študijski programi
Na magistrskem študiju bolonjskega študijskega programa +2, imajo študentje na voljo 16 programov, med njimi 14 programov tudi v angleškem jeziku in en program v tujini. Študentje lahko izbirajo med 7 programi dvojnih diplom (Double Degree Programme).

###### Programi v slovenskem jeziku[4]
- Bančni in finančni management
- Denar in finance
- Ekonomija s podatkovno analizo
- Kvantitativne finance in aktuarstvo
- Management
- Mednarodno poslovanje
- Podjetništvo
- Poslovna informatika
- Oskrbovalne verige in logistika
- Računovodstvo in revizija
- Trženje
- Turizem

Izredna izvedba programov
- Ekonomika javnega sektorja in okolja
- Management
- Management in ekonomika v zdravstvenem varstvu
- Management v športu
- Poslovodenje in organizacija
- Poslovna informatika
- Računovodstvo in revizija

###### Programi v angleškem jeziku[5]
- Bank and Financial management
- Economics with data science
- European Master in Tourism Management - EMTM
- Business Informatics (Double Degree Information Management)
- Supply Chain and Logistics
- International Full-Time Master Programme in Business - IMB (Business and Organization)
- International Business
- Money and Finance
- Quantitative Finance and Actuarial Sciences
- Marketing
- Tourism

Izredna izvedba programov
- Master in Business Administration - Ljubljana MBA
- Sport management
- Business and Organization (Macedonia)

Ljubljana MBA program, ki nosi ugledno mednarodno akreditacijo AMBA (Association of MBAs), ponuja nadgradnjo praktičnega ekonomskega in poslovnega znanja vodilnim kadrom z večletnimi delovnimi izkušnjami.
Po končanem magistrskem študiju, se študenti lahko vpišejo na doktorski program ekonomskih in poslovnih ved +4 v angleškem jeziku.

## Raziskovalna dejavnost
Raziskovalci in dejavnosti so organizirani v okviru Raziskovalnega centra na Ekonomski fakulteti in petnajstih aplikativnih raziskovalnih inštitutov. Strateška usmeritev Ekonomske fakultete (UL EF) je prispevati k napredku in trajnostnemu razvoju širše skupnosti skozi vplivne raziskovalne dejavnosti. 
Raziskovalni center Ekonomske fakultete (RCEF) združuje raziskovalce različnih profilov, ki sodelujejo v projektih, podprtih s strani Javne agencije za raziskovalno dejavnost Republike Slovenije, Evropske unije ter javnih in zasebnih institucij. Raziskovalci UL EF se redno udeležujejo znanstvenih in strokovnih konferenc, pripravljajo monografije in objavljajo v mednarodnih znanstvenih in strokovnih revijah kot so Journal of Business Finance & Accounting, Academy of Management Review in Interactive Learning Environements. 

##### Temeljni raziskovalni projekti (TRP) in ciljni raziskovalni programi (CRP)
TRP-ji vključujejo izvirno eksperimentalno ali teoretično delo, namenjeno razvoju novega znanja o osnovnih fenomenih. CRP-ji podpirajo vlado in javni sektor pri odločanju z zagotavljanjem strokovnih vpogledov v specifična področja javnega interesa.

##### Bilateralni raziskovalni projekti
UL EF sodeluje v bilateralnih raziskovalnih sodelovanjih, ki jih financira ARRS, spodbujajo mednarodne izmenjave med raziskovalci in krepijo raziskovalne dejavnosti.

##### Infrastrukturni projekti
Ekonomska fakulteta gosti Infrastrukturni center EF (ICEF), ki je del Mreže raziskovalnih infrastrukturnih centrov Univerze v Ljubljani. ICEF zagotavlja raziskovalno podporo, predvsem preko svojih finančnega in vedenjskega laboratorija, kar omogoča raziskave na področju kognitivnih znanosti in interdisciplinarnih študij o človeškem vedenju.

##### Mednarodni projekti
Mednarodno raziskovalno sodelovanje je ključno za UL EF, z naraščajočo vključenostjo v različne projekte, financirane s strani EU in globalne projekte v zadnjem desetletju, kar odraža zavezanost institucije globalnim raziskovalnim pobudam.

## Mednarodna dejavnost
Ekonomska fakulteta ima sklenjenih več kot 200 mednarodnih pogodb s partnerskimi institucijami iz 50 različnih držav. 
Fakulteto vsako leto obiskuje več kot 1000 mednarodnih študentov:
- 891 tujih rednih študentov dodiplomskega, podiplomskega in doktorskega študija;
- 380 študentov na izmenjavi letno;
- več kot 450 tujih študentov letno v drugih programih (poletne šole, krajši intenzivni programi itd.).

###### Kratkoročni programi
Poletna šola Ekonomske fakultete – Take Best from East & West – je ena izmed najbolj priljubljenih na področju ekonomskih in poslovnih ved v Evropi. Program je namenjen dodiplomskim in magistrskim študentom.
Doktorska zimska in poletna šola sta namenjeni doktorskim študentom  in mladim strokovnjakom z vsega sveta, ki želijo pridobiti nova znanja na določenih področjih.